# Лоу-Маунтен (Аризона)
Лоу-Маунтен (англ. Low Mountain) — переписна місцевість (CDP) в США, в окрузі Навахо штату Аризона. Населення — 631 особа (2020).

## Географія
Лоу-Маунтен розташований за координатами 35°56′53″ пн. ш. 110°6′2″ зх. д. / 35.94806° пн. ш. 110.10056° зх. д. (35.948058, -110.100455).  За даними Бюро перепису населення США в 2010 році переписна місцевість мала площу 95,58 км², з яких 95,56 км² — суходіл та 0,02 км² — водойми.

## Демографія
Згідно з переписом 2010 року, у переписній місцевості мешкало 757 осіб у 189 домогосподарствах у складі 148 родин. Густота населення становила 8 осіб/км².  Було 260 помешкань (3/км²).
Расовий склад населення:
| - 99,1 % — корінних американців - 0,1 % — білих |

До двох чи більше рас належало 0,8 %. Частка іспаномовних становила 0,7 % від усіх жителів.
За віковим діапазоном населення розподілялося таким чином: 36,3 % — особи молодші 18 років, 55,6 % — особи у віці 18—64 років, 8,1 % — особи у віці 65 років та старші. Медіана віку мешканця становила 24,0 року. На 100 осіб жіночої статі у переписній місцевості припадало 104,0 чоловіків;  на 100 жінок у віці від 18 років та старших — 100,8 чоловіків також старших 18 років.
За межею бідності перебувало 46,7 % осіб, у тому числі 49,8 % дітей у віці до 18 років та 41,2 % осіб у віці 65 років та старших.
Цивільне працевлаштоване населення становило 147 осіб. Основні галузі зайнятості: освіта, охорона здоров'я та соціальна допомога — 61,2 %, публічна адміністрація — 12,9 %, мистецтво, розваги та відпочинок — 8,8 %, роздрібна торгівля — 6,1 %.